# Joseph Gatt
Joseph Gatt est un acteur britannique né le 3 décembre 1974 à Londres en Angleterre.

## Biographie
Gatt est né dans le quartier de Notting Hill à Londres le 3 décembre 1971, fils de parents immigrés maltais ; son père est Paola et sa mère est Lija . En grandissant, il a passé des étés avec sa famille à Malte. Adolescent, il découvre qu'il est daltonien , ce qui l'empêche de réaliser son rêve de rejoindre la Royal Air Force et de devenir pilote de chasse. Il a émis l'hypothèse que le stress de cette nouvelle était aussi le déclencheur possible de son alopécie universelle, pour laquelle il a été diagnostiqué à l'âge de 12 ans et il avait perdu tous ses cheveux à l'âge de 14 ans. Il a suivi une formation d'acteur à la Sylvia Young Theatre School avant de rejoindre la Mountview Academy of Theatre Arts , où il a obtenu un baccalauréat.

## Filmographie

### Cinéma
- 1999 : Guns 1748 : Pimp
- 2000 : Orpheus and Eurydice : Charon
- 2000 : Malicious Intent : Steve
- 2003 : New York Masala : le danseur dans la boîte de nuit
- 2006 : Pulse : le visage sombre
- 2008 : Killing Ariel : Incubus
- 2011 : Thor : Grundroth le géant de glace
- 2011 : I Am Singh : Leif Lungren
- 2013 : Star Trek Into Darkness : l'officier scientifique 0718

- 2014 : Finders Keepers : l'officier de police Cobs
- 2017 : The Most Dangerous Game : Ivan
- 2017 : Espionage Tonight : Nikos Papalexopoulous
- 2017 : Finding Eden : Fred
- 2019 : Dumbo : Neils Skellig
- 2020 : Liberty : Dr Constantine Andropov
- 2020 : Harnessing the Rain : Reed
- 2021 : The Retaliators : Bad Guy
- 2022 : Titanic 666 : Brian Andrews

### Télévision
- 1999 : The Bill : Len Miller (1 épisode)
- 2000 : Jason et les Argonautes : Atlas
- 2001 : 999 : Duncan Goodhew (1 épisode)
- 2008 : The Dark Path Chronicles : Luke (7 épisodes)
- 2011 : Chuck : Agent Hawk (1 épisode)
- 2012 : Breaking In : le type étranger (1 épisode)
- 2013-2014 : Banshee : Albino (5 épisodes)
- 2013-2014 : Banshee Origins : Albino (2 épisodes)
- 2014 : Game of Thrones : Thenn Warg (3 épisodes)
- 2014 : Teen Wolf : The Mute (3 épisodes)
- 2014 : Les 100 : Tristan (3 épisodes)
- 2015 : Ray Donovan : Randy (1 épisode)
- 2015 : True Detective : Bogden (1 épisode)
- 2015 : Strike Back : Eduardo Lautrec (1 épisode)
- 2016 : Frankenstein Code : Caleb (1 épisode)
- 2016 : Lucky Man (Stan Lee's Lucky Man) : Yury Becker (7 épisodes)
- 2016 : Une nuit en enfer : Skull Keeper (1 épisode)
- 2016 : Z Nation : The Man (6 épisodes)
- 2018 : 5ive : un mec en costume
- 2019 : NCIS : Nouvelle-Orléans : Victor Zelko (2 épisodes)

## Jeux vidéo
- 2008 : Metal Gear Solid 4: Guns of the Patriots : Ravensword et l'athlète C
- 2010 : Star Trek Online : l'officier scientifique 0718
- 2011 : The Elder Scrolls V: Skyrim : le Dunmer et l'Altmer
- 2011 : Star Wars: The Old Republic : Lord Scourge, Zildrog et autres personnages
- 2013 : Elder scrolls online : Verandis Ravenwatch, Neramo et Terenus